# Bryolymnia ranapa
Bryolymnia ranapa är en fjärilsart som beskrevs av William Schaus 1898. Bryolymnia ranapa ingår i släktet Bryolymnia och familjen nattflyn. Inga underarter finns listade i Catalogue of Life.